# Kenja no Deshi o Nanoru Kenja
Kenja no deshi o nanoru kenja (Nhật: 賢者の弟子を名乗る賢者 n.đ.: "Hiền giả tự xưng là Đệ tử của Hiền giả") là một loạt light novel được viết bởi Ryusen Hirotsugu và do Fuzichoco vẽ minh họa, ban đầu được sáng tác dưới dạng tiểu thuyết mạng đăng trên trang web xuất bản tiểu thuyết Shōsetsuka ni Narō từ tháng 4 năm 2012. Micro Magazine sau đó mua lại và xuất bản tiểu thuyết thành mười tám tập bắt đầu từ tháng 6 năm 2014 dưới ấn hiệu GC Novels. Tính đến tháng 5 năm 2021, tác phẩm đã bán được tổng cộng 1,5 triệu bản in tại Nhật Bản.
Light novel đã được chuyển thể thành manga do Suemitsu Dicca sáng tác và đăng trên tạp chí Comic Ride của Micro Magazine từ tháng 7 năm 2016, cùng với đó là hai bản manga spin-off được xuất bản lần lượt vào năm 2020 và năm 2021. Một loạt anime truyền hình được thực hiện bởi Studio A-Cat lên sóng từ tháng 1 đến tháng 3 năm 2022. Muse Communication giữ bản quyền anime tại Nam Á và Đông Nam Á với nhan đề Việt ngữ là Hiền giả tự xưng là đồ đệ hiền giả tại dị giới.

## Cốt truyện
Sakimori Kagami từ lâu là một người chơi kỳ cựu trong trò MMORPG thực tế ảo Arch Earth Online với nhân vật đại diện Danbulf, vị pháp sư lão làng được mệnh danh là một trong những Hiền giả vĩ đại nhất trong game. Một ngày nọ khi anh tình cờ sáng tạo nhân vật khác giới dựa trên hình tượng của Danbulf, Kagami bất chợt ngủ thiếp đi mà quên hủy bỏ nhân vật ấy. Khi tỉnh dậy, anh phát hiện mình đã bị hút vào thế giới trong game dưới hình dạng của một thiếu nữ trẻ trung. Để loại bỏ mọi nghi ngờ, anh cố gắng thuyết phục với cư dân trong thế giới rằng mình là vị đồ đệ của Dunbalf.

## Nhân vật
Mira (ミラ Mira)
Lồng tiếng bởi: Ōmori Nichika
Danbulf (ダンブルフ Danburufu)
Lồng tiếng bởi: Sasaki Isao
Solomon (ソロモン Soromon)
Lồng tiếng bởi: Murase Ayumu
Amaratte (アマラッテ)
Lồng tiếng bởi: Sakura Ayane
Mariana (マリアナ)
Lồng tiếng bởi: Horie Yui
Luminaria (ルミナリア Ruminaria)
Lồng tiếng bởi: Hinata Minami
Emera (エメラ)
Lồng tiếng bởi: Natsuyoshi Yūko
Frikka (フリッカ Furikka)
Lồng tiếng bởi: Sakura Yae
Asbal (アスバル Asubaru)
Lồng tiếng bởi: Yasumoto Hiroki
Zef (ゼフ Zefu)
Lồng tiếng bởi: Saitou Junichi
Tact (タクト Takuto)
Lồng tiếng bởi: Izawa Kanomi
Cyril (セロ)
Lồng tiếng bởi: Nakajima Yoshiki
Amalette (アマラッテ)
Lồng tiếng bởi: Sakura Ayane
Cleos (クレオス Kureosu)
Lồng tiếng bởi: Aoi Shouta
Soul Howl (ソウルハウル Sōru Hauru)
Lồng tiếng bởi: Hirakawa Daisuke
Meilin (メイリン Meirin)
Lồng tiếng bởi: Ozawa Ari

## Truyền thông

### Light novel
| #  | Ngày phát hành Tiếng Nhật | ISBN Tiếng Nhật   |
| -- | ------------------------- | ----------------- |
| 1  | 30 tháng 6, 2014          | 978-4-04-066719-5 |
| 2  | 29 tháng 11, 2014         | 978-4-04-066924-3 |
| 3  | 30 tháng 5, 2015          | 978-4-04-067133-8 |
| 4  | 30 tháng 11, 2015         | 978-4-04-067356-1 |
| 5  | 28 tháng 4, 2016          | 978-4-04-067696-8 |
| 6  | 28 tháng 10, 2016         | 978-4-04-067785-9 |
| 7  | 31 tháng 3, 2017          | 978-4-04-068020-0 |
| 8  | 31 tháng 10, 2017         | 978-4-04-068183-2 |
| 9  | 28 tháng 4, 2018          | 978-4-04-068461-1 |
| 10 | 30 tháng 11, 2018         | 978-4-04-069087-2 |
| 11 | 30 tháng 5, 2019          | 978-4-04-069274-6 |
| 12 | 30 tháng 11, 2019         | 978-4-89-637941-9 |
| 13 | 29 tháng 5, 2020          | 978-4-04-069868-7 |
| 14 | 30 tháng 11, 2020         | 978-4-04-069868-7 |
| 15 | 31 tháng 5, 2021          | 978-4-86-716147-0 |
| 16 | 28 tháng 12, 2021         | 978-4-86-716227-9 |
| 17 | 30 tháng 4, 2022          | 978-4-86-716282-8 |
| 18 | 30 tháng 1, 2023          | 978-4-86-716387-0 |
| 19 | 30 tháng 8, 2023          | 978-4-86-716463-1 |
| 20 | 29 tháng 2, 2024          | 978-4-86-716538-6 |

### Manga
| #  | Ngày phát hành Tiếng Nhật | ISBN Tiếng Nhật   |
| -- | ------------------------- | ----------------- |
| 1  | 31 tháng 3, 2017          | 978-4-04-067796-5 |
| 2  | 31 tháng 10, 2017         | 978-4-04-068150-4 |
| 3  | 28 tháng 4, 2018          | 978-4-04-068664-6 |
| 4  | 30 tháng 11, 2018         | 978-4-04-069257-9 |
| 5  | 29 tháng 6, 2019          | 978-4-04-069696-6 |
| 6  | 30 tháng 1, 2020          | 978-4-04-065197-2 |
| 7  | 30 tháng 10, 2020         | 978-4-04-065197-2 |
| 8  | 28 tháng 5, 2021          | 978-4-86-716142-5 |
| 9  | 31 tháng 1, 2022          | 978-4-86-716236-1 |
| 10 | 31 tháng 10, 2022         | 978-4-86-716350-4 |
| 11 | 28 tháng 7, 2023          | 978-4-86-716448-8 |

Manga spin-off
Kenja no deshi o nanoru kenja: Mira to sutekina shōkan
| # | Ngày phát hành Tiếng Nhật | ISBN Tiếng Nhật   |
| - | ------------------------- | ----------------- |
| 1 | 28 tháng 5, 2021          | 978-4-86716-145-6 |
| 2 | 31 tháng 1, 2022          | 978-4-86716-237-8 |
| 3 | 28 tháng 2, 2022          | 978-4-86716-254-5 |

Kenja no deshi o nanoru kenja: Mariana no touki hi
| # | Ngày phát hành Tiếng Nhật | ISBN Tiếng Nhật   |
| - | ------------------------- | ----------------- |
| 1 | 31 tháng 1, 2022          | 978-4-86716-238-5 |
| 2 | 31 tháng 5, 2022          | 978-4-86716-295-8 |

### Anime
Bản chuyển thể anime truyền hình lần đầu được công bố vào tháng 5 năm 2020. Studio A-Cat đảm nhận vẽ phần hoạt họa, Motonaga Keitago được phân làm đạo diễn, Kouno Takamitau viết kịch bản, Horii Kumi thiết kế nhân vật và Sakabe Go sáng tác nhạc nền. Bài hát opening là "Ready Set Go!!" được trình bày bởi Asaka, bài hát ending là "Ambitious" do Erabarashi thể hiện.
Bộ anime ban đầu dự kiến lên sóng vào năm 2021 nhưng bị hoãn sang ngày 12 tháng 1 năm 2022. Dịch vụ Funimation phát sóng trực tuyến anime bên ngoài khu vực châu Á kèm phụ đề và bản lồng tiếng Anh. Muse Communication nắm giữ bản quyền anime cho Nam Á và Đông Nam Á; với phụ đề Việt ngữ được đăng tải trên kênh YouTube Muse Việt Nam. Phim đồng thời được lồng tiếng Việt bởi ACE Media, và được đăng tải trên nền tảng iQIYI và Bilibili. 

#### Danh sách tập
| TT. | Tiêu đề | Đạo diễn          | Biên kịch       | Ngày phát hành gốc  |
| --- | --- | ----------------- | --------------- | ------------------- |
| 1   | "Mình dễ thương quá... (わし、かわいい…… Washi, kawaii......)"                                                       | Keitarō Motonaga  | Takamitsu Kōno  | 12 tháng 1 năm 2022 |
| 2   | "Ta đã nói dối rồi... (わし、ウソついた…… Washi, Uso Tsuita......)"                                                  | Motogana Keitarō  | Takamitsu Kōno  | 19 tháng 1 năm 2022 |
| 3   | "Mình... yếu với mấy cái này ghê (わし……こういうのに弱いんじゃよなぁ Washi, Uso Tsuita......)"                       | Yabana Kaoru      | Higurashi Chabō | 26 tháng 1 năm 2022 |
| 4   | "Mình nhịn hết nổi rồi! (わし、もう限界！ Washi, Mō Genkai!)"                                                        | Motogana Keitarō  | Nakamura Kōjirō | 2 tháng 2 năm 2022  |
| 5   | "Ta đã trở lại! (わし、再・誕！ Washi, Sai Tan!)"                                                                    | Motogana Keitarō  | Higurashi Chabō | 9 tháng 2 năm 2022  |
| 6   | "Ta không thay nữa đâu! (Washi, Kisekae! Washi, Uso Tsuita......)"                                                   | Yabana Kaoru      | Machida Tōko    | 16 tháng 2 năm 2022 |
| 7   | "Ta là vô địch! (わし、最強！ Washi, Saikyō!)"                                                                       | Motogana Keitarō  | Nakajima Kōjirō | 23 tháng 2 năm 2022 |
| 8   | "Ta chính là Danbulf (ダンブルフ Washi, Danburufu)"                                                                  | Nagahama Norihiko | Higurashi Chabō | 23 tháng 2 năm 2022 |
| 9   | "Mình không ghét diễn biến kiểu này đâu (わし、こういう展開嫌いではないのぅ Washi, Kō Iu Tenkai Kirai de wa nai nō)" | Sokuza Makoto     | Higurashi Chabō | 9 tháng 3 năm 2022  |
| 10  | "Mình khỏa thân nè! (わしっ、全裸っ！ Washi, Zenra!)"                                                                | Nagahama Norihiko | Machida Tōko    | 16 tháng 3 năm 2022 |
| 11  | "Mình... không được khen sao? (わし……褒められてなくないか？ Washi...... Homerarete Naku nai ka?)"                    | Motonaga Keitarō  | Kōno Takamitsu  | 23 tháng 3 năm 2022 |
| 12  | "Mình đã có mặt! (わし、参上！ Washi, Sanjō!)"                                                                       | Motonaga Keitarō  | Kōno Takamitsu  | 30 tháng 3 năm 2022 |

1. ↑  Tựa đề tiếng Việt lấy từ kênh YouTube Muse Việt Nam